# 松山線

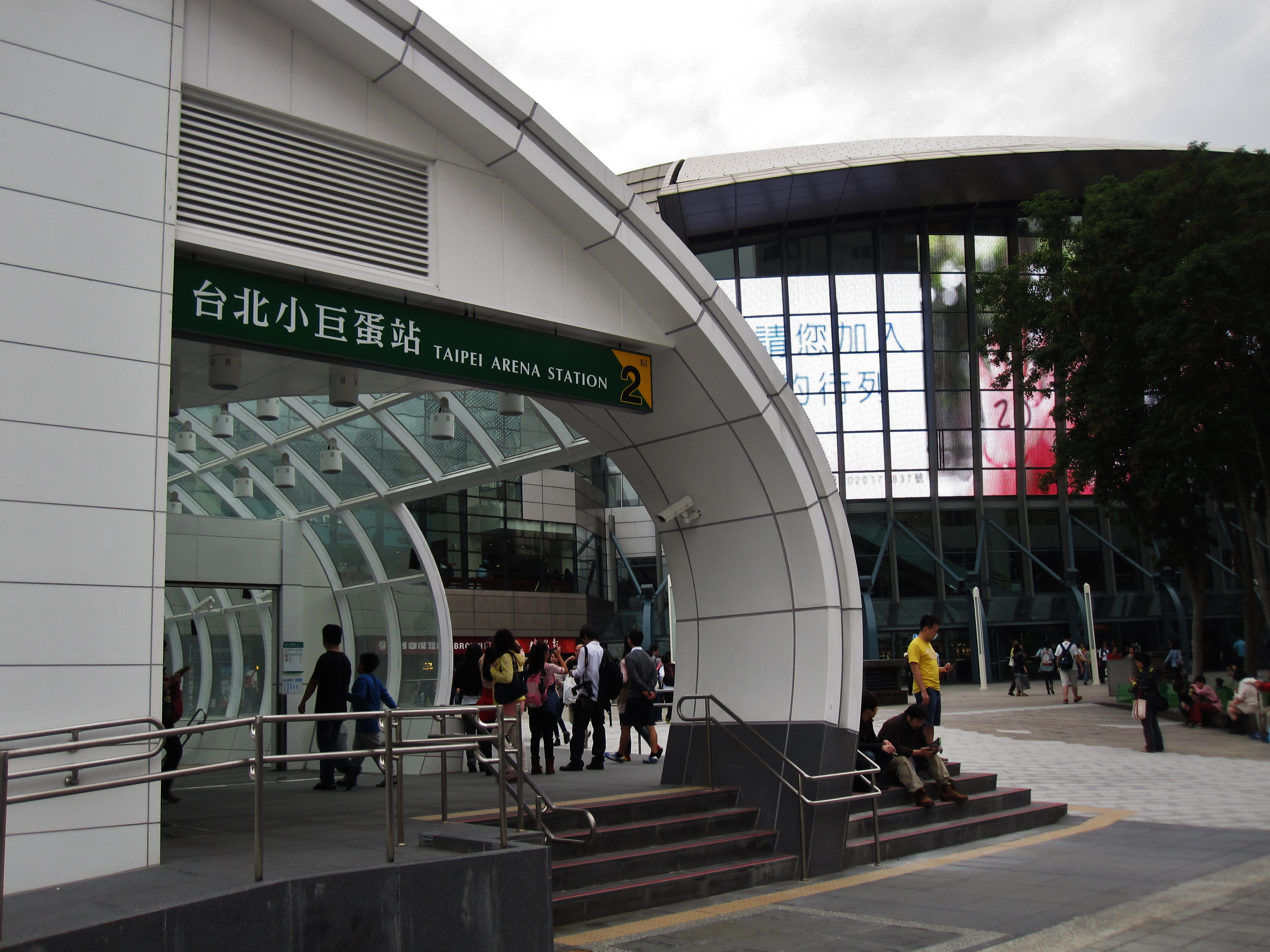
台北小巨蛋站出口

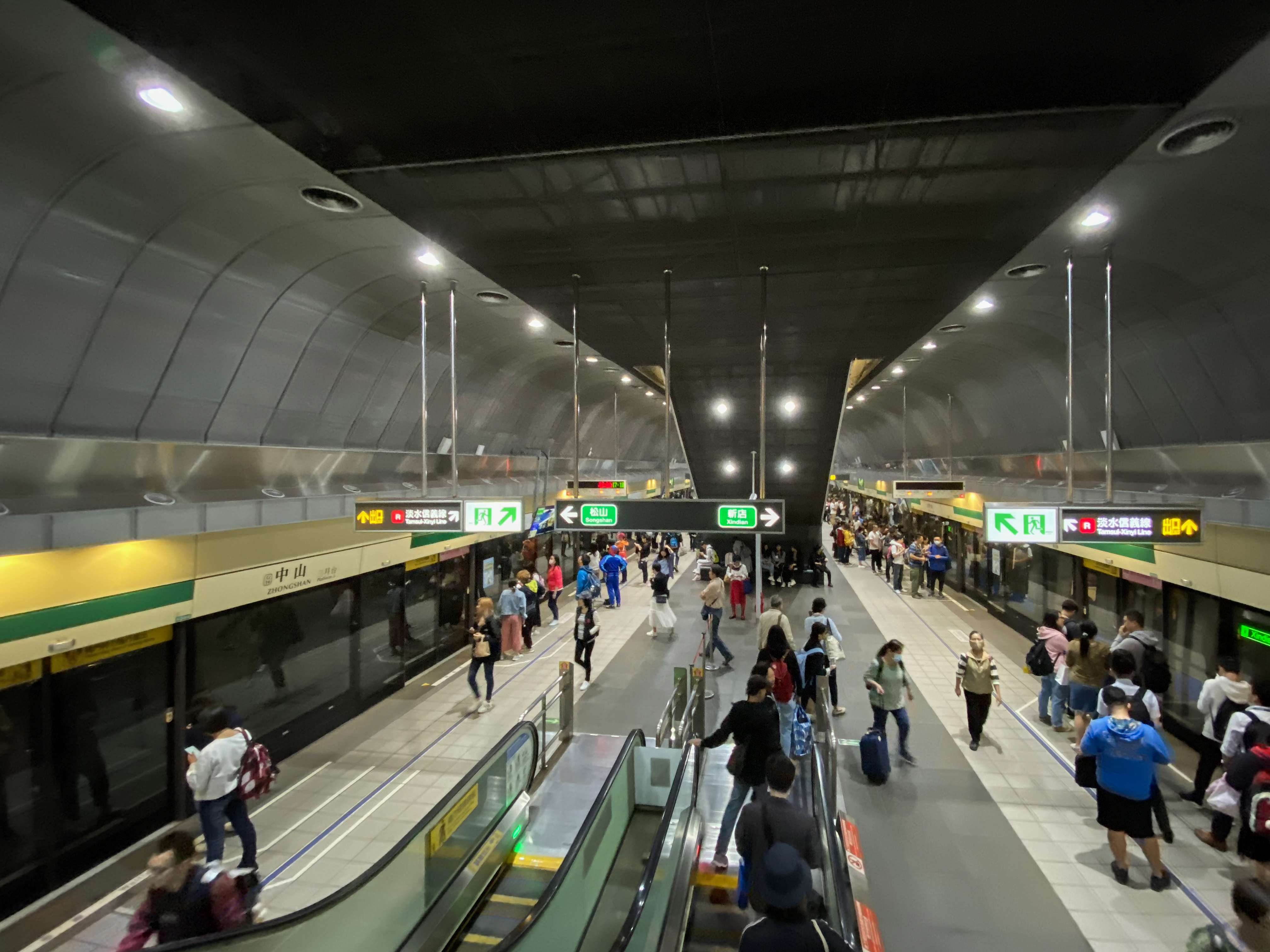
中山站月台

松山線為台北捷運營運中的路線，屬於松山新店線，採用高運量系統，全線皆為地下路線，長8.5公里，與小南門線及新店線直通營運，合稱松山新店線。

## 概要
路線自南港線西門站西側經中華路1段接塔城街向北過鄭州路後轉天水路接南京西路、續沿南京西路、南京東路1至5段，偏向塔悠路轉入八德路4段繼續東行至台鐵松山車站後站廣場止。路線全長約8.5公里，共設8個地下車站（含西門站），全線皆為地下路線，並設置儲車軌1處。
松山線是台北捷運二期路網的路線之一，當初興建主要的目的，是因原本的台北捷運路網僅有一條東西向路線板南線，導致南北向旅次與東西向旅次主要集中於台北車站轉乘而過度擁擠、轉乘空間不足的弊病，再加上南京東路1至5段及南京西路運輸不足缺口、饒河夜市車多擁擠，松山車站地下化，必須新建。
松山線共設8個地下車站，全線車站除西門站為半高式月台門外，其餘各站均設有全罩式月台幕門。其中松江南京站是因應新莊線的興建先進行發包施工，其餘車站則在2006年8月起開工，全線除松江南京站先於2010年隨蘆洲線與新莊線「大橋頭－忠孝新生」段通車外，其餘皆於2014年11月15日正式通車，繼信義線後成為第三條東西向路線，新增的4個捷運轉乘站、1個台鐵轉運站及1個機場捷運轉運站。轉運站為：西門站、中山站、松江南京站與南京復興站及台鐵松山站。北門站「站外轉乘機場線」，能有效分散板南線及台北車站轉乘人潮。原先規劃內有考量北門站與中山站間天水路、圓環附近設工程代碼G15站，但因地上設備土地取得不易而取消。而工程代碼G20站位於南京光復路口，因於台北小巨蛋站與南京三民站距過近而取消。
台北市政府於2014年4月8日公布：松山線通車後，與同屬松山新店線的小南門線及新店線直通營運，營運模式分為「松山－新店」全程車與「松山－台電大樓」區間車，新店線不再與淡水線直通營運，同時班距能由原先的6分鐘縮短為4～5分鐘；區間車為3分鐘。
2014年11月15日正式通車。並同步採用列車入站廣播提示。

## 歷史
- 本线原于光复北路及南京东路路口、现今台北小巨蛋站與南京三民站間设有南京光復站，後在臺北市政府捷運工程局的二期路網正式規劃中，與南港線車站綜合評估後，調整本线之位置，降低車站服務重疊範圍並取消该站設置、移动相邻两站位置[3][4]。
- 1997年11月21日：松山線路線規劃案已經奉行政院核定[5]。
- 2004年12月2日：行政院核定，捷運松山線（新十大建設）財務計畫，長8.5公里。
- 2006年8月19日：松山線開工。[6]
- 原本考慮到臺北圓環商圈一帶的需求，一度計畫於北門站與中山站間的天水路下方增設車站天水路站或稱天水站[7]。由於多種原因（如設站計畫的工程可行性與效益備質疑，台北圓環歇業，行政院未核定設站計畫，出入口預定地的地主不同意進行聯合開發，不受禁建限制下先行依法申請建照等），設站計畫因此中止[8]。
- 2008年12月：地底開挖作業於南京東路三段環亞大樓前（南京復興站－台北小巨蛋站間）挖到固定該大樓地基的數條地錨，潛盾機一度受困，因擔心貿然拔除地錨影響大樓結構安全，該路段暫時停工。[9][10]
- 2009年1月14日：臺北市政府捷運工程局發表聲明，松山線施工挖到環亞百貨大樓地錨不影響松山線通車時程，該路段潛盾隧道2010年9月以後進行鑽掘施作。[11]
- 2010年5月9日：北門站挖到清代機器局古蹟，工期展延246天。本案於2006年及2007年施工時於塔城街東西兩側均發現清代古蹟，工區隨即停工，經中央研究院劉益昌博士挖掘後，已經於2009年4月完成文化資產調查工作並提出成果報告，承商亦於2008年8月提出工期展延，經審查後捷運局於2009年1月同意本項工期展延，後續並辦理受古蹟影響之出入口設計變更及2010年完成都市計畫變更。
- 2010年11月3日：松江南京站隨新莊線月台通車開放使用，惟松山線月台不開放載客。
- 2011年12月7日：因北門站在塔城街與鄭州路間挖到9支地下障礙物的H型鋼，導致工期延宕四至六個月。[12]
- 2012年7月：松山線潛盾隧道全線貫通。
- 2014年3月：松山線全線完工。[13]
- 2014年4月1日：松山線開始進行穩定度測試前置作業。
- 2014年4月8日：臺北市政府公布松山線通車與新店線（含小南門線）貫通後的營運模式，松山線與小南門線、新店線直通運行，新店線不再與淡水線接軌。[14]
- 2014年5月1日：勞動節當天上午9時許在松山路與八德路4段交叉路口工地（位於松山站附近）的冷卻水塔作業區，發生一名工人不慎墜落，送醫後仍宣告不治，全線被臺北市政府勞動局勒令停工。[15]
- 2014年6月12日：松山線系統穩定性測試開始，採用夜間以「松山－台電大樓」區間進行系統穩定性測試，班距尖峰6分、離峰8分，松山線測試列車於小南門線與新店線部分路段不提供載客。
- 2014年8月3日：松山線系統穩定性測試結束。
- 2014年8月7日 :臺北市議會勘查北門站。[16]
- 2014年9月22日：捷運局與捷運公司報請台北市政府進行初勘許可。[17]
- 2014年9月29日：台北市政府召開松山線初勘會議。
- 2014年10月5日：台北市政府辦理松山線初勘作業。[18]
- 2014年10月12日：捷運局與捷運公司完成初勘缺失改善，台北市政府報請交通部進行履勘許可。
- 2014年10月18日：松山線進行系統試運轉，西門站、小南門站回歸原始設計，固定月臺發車方向。
- 2014年10月23日：交通部與台北市政府召開松山線履勘會議。
- 2014年10月31日：交通部辦理松山線履勘作業。
- 2014年11月6日：捷運局與捷運公司完成履勘缺失改善，並報請交通部核准通車。
- 2014年11月7日：交通部核准松山線通車。
- 2014年11月8日：松江南京站於當日早上10時起至通車典禮前，松山新店線區域開放民眾參觀熟悉動線，唯松山新店線列車不開放搭乘。
- 2014年11月10日：台北市政府15時宣佈松山線於11月15日上午6點正式通車。
- 2014年11月14日：台北市政府於北門站舉行松山線通車典禮，「淡水－新店」模式在當日結束營運後正式結束走入歷史。
- 2014年11月15日：上午6點松山線「西門－松山」段正式通車，本段同時開始實施為期一個月，持悠遊卡免費搭乘優惠。
- 2014年12月15日：於14日結束持悠遊卡免費搭乘優惠，於本日開始正常收費。
- 2014年12月20日：開放旅客在松山線7個車站於假日攜帶自行車搭乘，唯獨南京復興站不開放。

## 列車運行方式
目前營運模式：
- 「松山－新店」列車：松山線通車後，與同屬綠線的小南門線及新店線直通營運，新店線已經不再與淡水線直通營運，此為全程車模式。
- 「松山－台電大樓」列車：由原先的「西門－台電大樓」，從西門站延駛至松山站，為綠線的區間車。23時以後不開行。

## 營運時間與班距
- 營運時間：05:50～24:54
- 平均班距：
  - 平常日（週一至週五）
    - 尖峰時段（07:00～09:00，17:00～19:30）：約3分鐘。
    - 離峰時段：約6～8分鐘。
    - 23:00以後：約12分鐘。

  - 例假日（週六、週日及國定假日）
    - 06:00～09:00：約8～10分鐘。
    - 09:00～23:00：約6～8分鐘。
    - 23:00以後：約12分鐘。[19]

## 車站
| 車站編號         | 車站名稱          | 車站名稱 | 交會路線 | 站體型式 | 所在地   | 所在地        |
| 車站編號         | 中文              | 英文     | 交會路線 | 站體型式 | 所在地   | 所在地        |
| ---------------- | ----------------- | -------- | --- | -------- | -------- | ------------- |
| 松山線           |                   |          | |          |          |               |
| G19              | 松山              |          | 臺鐵縱貫線 環狀線（站外轉乘） | 地下     | 臺 北 市 | 松山區        |
| G18              | 南京三民          |          | | 地下     | 臺 北 市 | 松山區        |
| G17              | 台北小巨蛋        |          | | 地下     | 臺 北 市 | 松山區        |
| G16              | 南京復興          |          | 文湖線 | 地下     | 臺 北 市 | 松山區 中山區 |
| G15              | 松江南京          |          | 中和新蘆線 | 地下     | 臺 北 市 | 中山區        |
| G14              | 中山              |          | 淡水信義線 | 地下     | 臺 北 市 | 中山區 大同區 |
| G13              | 北門 （大稻埕南） |          | 臺鐵縱貫線：臺北（站外轉乘） 台灣高鐵：臺北（站外轉乘） 淡水信義線：台北車站（站外轉乘） 板南線：台北車站（站外轉乘） 桃園機場捷運：台北車站（站外轉乘） | 地下     | 臺 北 市 | 大同區        |
| G12              | 西門              |          | 板南線 | 地下     | 臺 北 市 | 中正區 萬華區 |
| （下接小南門線） |                   |          | |          |          |               |

## 紀念章
各站紀念章特色如下：
- 松山站：

饒河街夜市招牌、松山慈祐宮、胡椒餅。
- 南京三民站：

麥帥一橋、戲偶。新版為台北機廠，舊版為京華城。
- 台北小巨蛋站：

小巨蛋、台北田徑場。
- 南京復興站：

該站站體、兄弟大飯店。
- 松江南京站：

四平陽光商圈、紙博物館、袖珍博物館。
- 中山站：

台北之家、百貨公司、木工桶。
- 北門站：

台北府城北門、台北郵局、相機。
- 西門站：

西門紅樓、中山堂、電影影帶、琵琶。

## 外部連結
- 臺北大眾捷運股份有限公司 （页面存档备份，存于）